# Saint-Martin (Gers)
Saint-Martin település Franciaországban, Gers megyében. Lakosainak száma 442 fő (2022. január 1.). Saint-Martin Berdoues, Mirande, Monclar-sur-Losse és Saint-Maur községekkel határos.

## Népesség
A település népessége az elmúlt években az alábbi módon változott:
| Lakosok száma | 226  | 338  | 363  | 442  | 444  | 449  | 459  | 457  | 458  | 442  |
|               | 1968 | 1982 | 1990 | 2006 | 2013 | 2015 | 2017 | 2019 | 2020 | 2022 |